# Moțiori
Moțiori – wieś w Rumunii, w okręgu Arad, w gminie Apateu. W 2011 roku liczyła 279 mieszkańców. 